# Mobile Company of America

Mobile von 1900 beim London to Brighton Veteran Car Run 2011

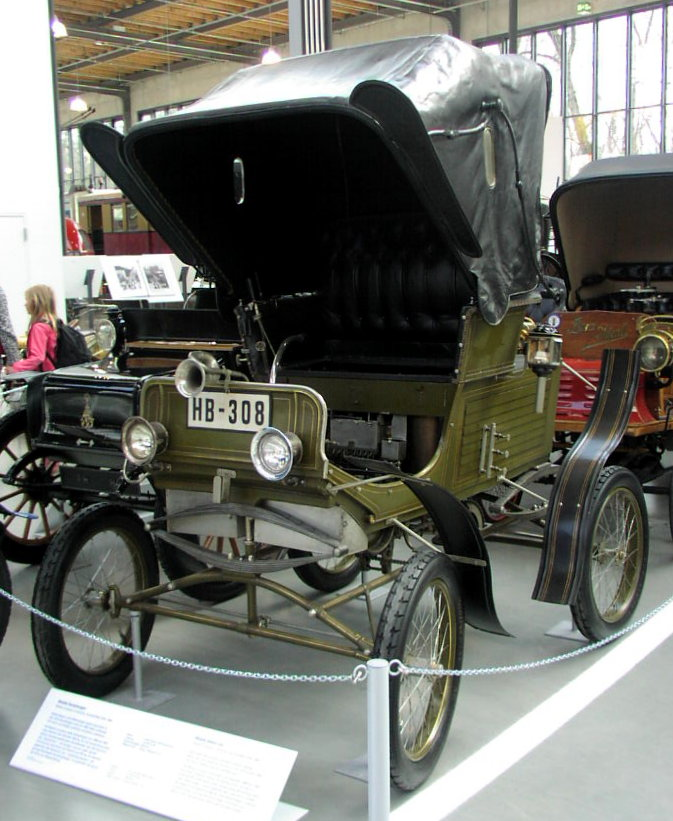
Mobile von 1901 im Verkehrszentrum des Deutschen Museums in München

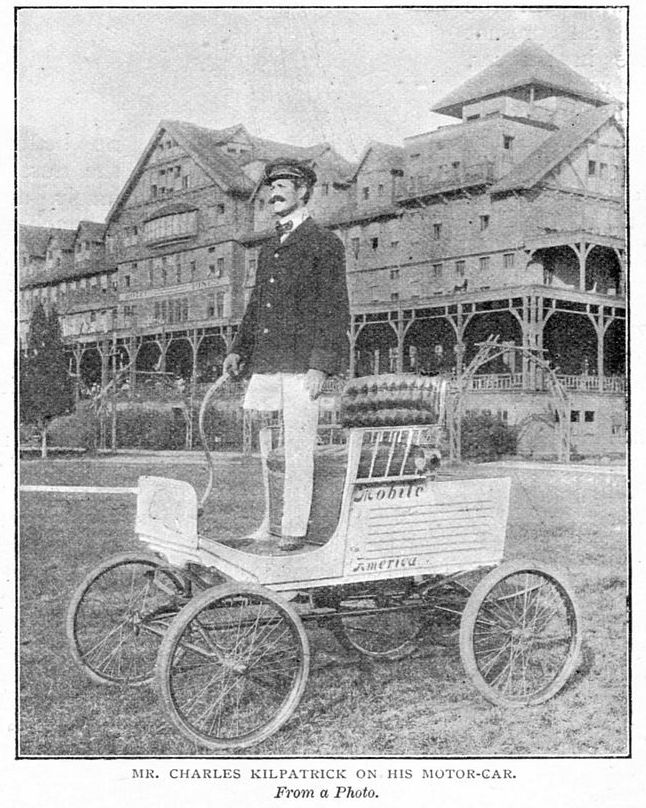
Historische Aufnahme

Mobile Company of America war ein US-amerikanischer Hersteller von Automobilen.

## Unternehmensgeschichte
John Brisben Walker und Amzi Lorenzo Barber hatten im Juni 1899 die Locomobile Company of America gegründet. Bereits kurze Zeit später trennten sie sich. Walker erhielt lediglich die Rechte, das entworfene Fahrzeug unter seinem Namen zu vermarkten. Er gründete Im Sommer 1899 sein eigenes Unternehmen in Tarrytown im Bundesstaat New York. Im März 1900 begann die Produktion von Automobilen. Der Markenname lautete Mobile. Ende 1903 kam die Produktion zum Erliegen. Im Mai 1904 erwarb Maxwell-Briscoe das Werk.
Das Unternehmen stand in ständiger Konkurrenz zu Locomobile. Mobile bot zwar mehr Karosserievarianten an, war aber dennoch im Verkauf unterlegen. Bis zur Produktionseinstellung 1903 entstanden 600 Fahrzeuge, während Locomobile bis dahin 5000 Fahrzeuge hergestellt hatte.

## Fahrzeuge
Im Angebot standen ausschließlich Dampfwagen. Ein Dampfmotor mit zwei Zylindern und 10 PS Leistung trieb die Fahrzeuge an.
Sie hatten verschiedene Aufbauten. Einige waren Personenkraftwagen, andere Lieferwagen, Lastkraftwagen und Omnibusse. Genannt sind Runabout, Victoria, Dos-à-dos, Surrey, Stanhope, Wagonette, Tourenwagen und Coupé.

## Modellübersicht
| Jahr      | Modell   | Aufbau                                        |
| --------- | -------- | --------------------------------------------- |
| 1900–1903 | Model 3  | Spindle Seat Runabout                         |
| 1900–1903 | Model 4  | Solid Seat Runabout                           |
| 1900–1903 | Model 5  | Buggy Top Runabout                            |
| 1900–1903 | Model 6  | Godd. Top Runabout                            |
| 1900–1903 | Model 7  | Victoria Runabout, Standard Runabout Victoria |
| 1900–1903 | Model 8  | Dos-à-dos                                     |
| 1900–1903 | Model 9  | Dos-à-dos                                     |
| 1900–1903 | Model 10 | Surrey                                        |
| 1900–1903 | Model 11 | Standard Dos-à-dos                            |
| 1900–1903 | Model 12 | Victoria Stanhope                             |
| 1900–1903 | Model 13 | Touring Wagonette                             |
| 1900–1903 | Model 16 | Light Delivery (leichter Lieferwagen)         |
| 1900–1903 | Model 20 | Light Surrey                                  |
| 1900–1903 | Model 22 | Steam Wagonette, Extended Top Surrey          |
| 1900–1903 | Model 23 | Touring 6-sitzig                              |
| 1900–1903 | Model 30 | Canopy Top Rapid Transit Wagonette            |
| 1900–1903 | Model 31 | Solid Top Rapid Transit Wagonette             |
| 1900–1903 | Model 36 | Rapid Transit Omnibus                         |
| 1900–1903 | Model 40 | Light Delivery (leichter Lieferwagen)         |
| 1900–1903 | Model 41 | Heavy Delivery (schwerer Lieferwagen)         |
| 1900–1903 | Model 42 | Mer. Delivery (Lieferwagen)                   |
| 1900–1903 | Model 46 | Heavy Truck                                   |
| 1900–1903 | Model 50 | Coupé 9-sitzig                                |
| 1900–1903 | Special  | Runabout                                      |